# Henryk Prudło
Henryk Oswald Prudło (ur. 1 marca 1934 w Rokitnicy, zm. 28 kwietnia 2018) – polski piłkarz grający na pozycji pomocnika. Wieloletni zawodnik Odry Opole. Po wyjeździe do Niemiec w 1969 zmienił nazwisko na Heinrich Prudlo.

## Kariera piłkarska
Karierę piłkarską rozpoczął na początku lat 50. w Górniku Rokitnica, a następnie AZS Rokitnica. Potem przeniósł się do Polonii Bytom, gdzie grał do 1958. Następnie przerwał karierę z powodu narodzin syna Andreasa, gdyż chciał poświęcić więcej czasu rodzinie. Jednak rok później dzięki namowom dwóch kolegów z boiska: Engelberta Jarka i Franciszka Stemplowskiego wznowił karierę piłkarską i przeniósł się do Odry Opole, gdzie również grali Jarek i Stemplowski.
Prudło w Odrze zadebiutował 16 marca 1958 w zremisowanym u siebie w meczu z Legią Warszawa (0:0). Przez osiem sezonów rozegranych w Opolu stanowił o sile drugiej linii Niebiesko-Czerwonych pod wodzą trenerów: Teodora Wieczorka i Artura Woźniaka. W sezonie 1963/1964 wraz z drużyną odniósł największe sukcesy w historii klubu: 3. miejsce w ekstraklasie, półfinał Pucharu Intertoto.
Karierę piłkarską zakończył w 1965. W ekstraklasie rozegrał 121 meczów i strzelił 3 gole (nieznany bilans w II lidze z sezonu 1959).

## Po zakończeniu kariery
Po zakończeniu kariery piłkarskiej pracował w Hucie Małapanew. Na początku lat 70. wyjechał razem z rodziną do Niemiec, gdzie mieszkał do śmierci.

## Sukcesy

### Odra Opole
- 3. miejsce w ekstraklasie: 1964
- Półfinał Pucharu Polski: 1962
- Półfinał Pucharu Intertoto: 1964

## Życie prywatne
Był żonaty z Käthe, z którą wziął ślub w 1955 w rodzinnej Rokitnicy. Mieli razem syna Andreasa (ur. 1956). Zmarł 28 kwietnia 2018 w Niemczech.